# Мартіна Лаутеншлеґер
Мартіна Лаутеншлеґер (нар. 18 липня 1988) — колишня швейцарська тенісистка.
Найвищу одиночну позицію світового рейтингу — 819 місце досягла 15 листопада 2004, парну — 861 місце — 1 листопада 2004 року.
Здобула 1 парний титул.

## Фінали ITF

### Парний розряд: 1 (1–0)
| Результат | Дата           | Турнір                 | Покриття | Партнерка        | Суперниці                    | Рахунок  |
| --------- | -------------- | ---------------------- | -------- | ---------------- | ---------------------------- | -------- |
| Перемога  | 13 червня 2005 | Ленцергайде, Швейцарія | Ґрунт    | Петра Цетковська | Дьяна Вринчану Ева-Марія Гох | 6–0, 6–3 |